# كلية التمريض (جامعة الزقازيق)
كلية التمريض بجامعة الزقازيق، بعد أنشا، المعهد العالي للتمريض بجامعه الزقازيق بناء على القرار الوزاري رقم 937 سنة 1984، وصدرت لأئحته الداخلية، وتم قبول الطالبات للدراسة بالعام الدراسي 1985/1986، وبناء علي قرار رئيس الجمهورية عام 2000م، تم تعديل الاسم من المعهد العالي للتمريض إلي كلية التمريض.

## أهدافها
- إعداد خريج متميز وفعّال قادر على إنتاج المعرفة والمنافسة في سوق العمل والمساهمة الفعّآلة في تنمية المجتمع.
- إعداد بحوث أكاديمية وتنموية فعّآلة قائمة على الابتكار ومنتجة للمعرفة بمعايير عالية.
- إعداد عضو هيئة تدريس متميز علمياً ومهنياً وثقافياً.
- المساهمة في التنمية المتكاملة للمجتمع.
- الارتقاء بالقدرات المادية والأنظمة التشغيلية والموارد البشرية لتحقيق المستويات القياسية في الأداء وتنقية وترشيد مناخ العمل.
- الوصول إلى ترتيب متقدم على المستوى القومي والاقليمى والعالمي.

## رسالة الكلية
كلية التمريض جامعة الزقازيق تقدم برامج تعليمية تمريضية متميزة وبحوث أكاديمية وتنموية مبتكرة ورائدة وخدمات مجتمعية متفردة في اطار من الجودة والاستقلالية.

## رؤية الكلية
مركز اكاديمى متميز في العلوم التمريضية قادر على المنافسة على المستوى القومي والعالمي.

## اقسام الكلية
- الباطنة والجراحة
- صحة الام والرضع
- صحة المجتمع
- الصحة النفسية والعصبية
- إدارة التمريض
- تمريض الأطفال
- تمريض المسنين

## إدارة الكلية
- عميد الكلية: أ.د/ نادية محمد طه محمد
- وكيل الكلية لشئون التعليم والطلاب:أ.د / ايمان شكري
- القائم بأعمال وكيل الكلية لشئون تنمية البيئة وخدمة المجتمع: أ.د/ سحر حمدي
- مدير عام الكلية: د/ماجده منصور

## روابط خارجية
- الموقع الرسمى لكلية التمريض بجامعة الزقازيق
- موقع طلبة جامعة الزقازيق